# Şarköy

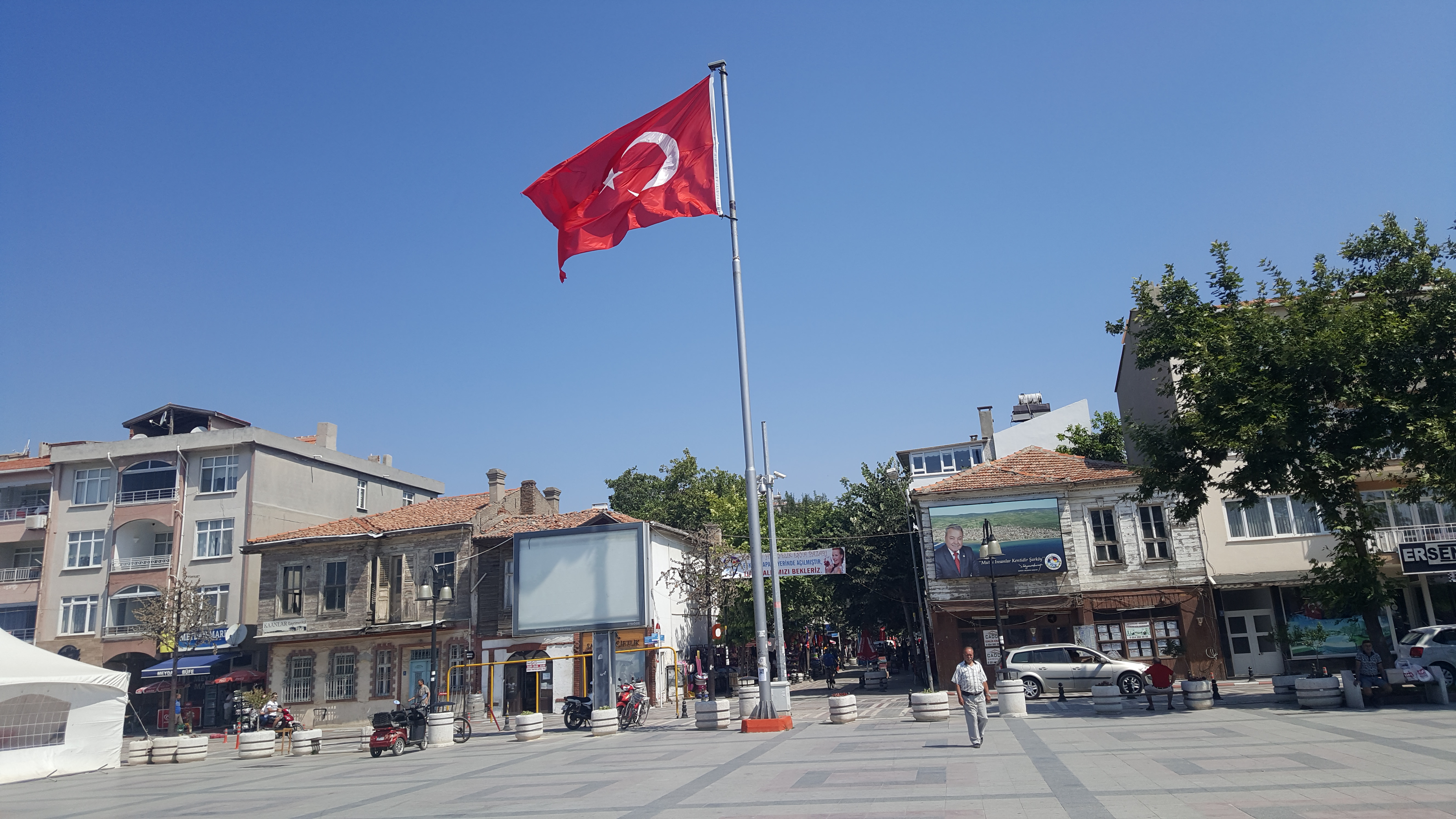
Şarköy Cumhuriyet Square

Şarköy ou Peristasi est une ville et un district de la province de Tekirdağ dans la région de Marmara en Turquie.